# Route nationale 1P (Roumanie)
 (octobre 2024).
Si vous disposez d'ouvrages ou d'articles de référence ou si vous connaissez des sites web de qualité traitant du thème abordé ici, merci de compléter l'article en donnant les références utiles à sa vérifiabilité et en les liant à la section « Notes et références ».
La DN1P (en roumain : Drumul Național 1P) est une route nationale roumaine du județ de Bihor, faisant la jonction entre la DN1 à hauteur de Tileagd, au sud, et la DN19E vers Spinuș, au nord.